# مقیاس هوش استنفورد–بینه
مقیاس هوش استنفورد-بینه (به انگلیسی: Stanford–Binet Intelligence Scales) یک آزمون انفرادی سنجش هوش است که حاصل تجدید نظر آزمون اولیه بینه-سیمون توسط لوئیس ترمن، استاد روانشناسی دانشگاه استنفورد بوده است. مقیاس استنفورد-بینه مورد استفاده فعلی ویرایش پنجم این مقیاس است که در سال ۲۰۰۳ انتشار یافت. این مقیاس یک آزمون توانایی شناختی و هوش است که به منظور تشخیص نقص‌های تحولی یا هوشی در کودکان مورد استفاده قرار می‌گیرد.